# A kutya karmai közt (film)
A kutya karmai közt (angolul: The Power of the Dog) 2021-ben bemutatott western-filmdráma, amelyet Jane Campion írt és rendezett Thomas Savage 1967-ben megjelent azonos című regénye alapján. A főszerepet Benedict Cumberbatch, Kirsten Dunst, Jesse Plemons és Kodi Smit-McPhee alakítja.
Világpremierje a 78. Velencei Nemzetközi Filmfesztiválon volt 2021. szeptember 2-án, ahol Campion elnyerte a legjobb rendezésért járó Ezüst Oroszlánt. A film 2021. november 11-én került korlátozott számban a mozikba Ausztráliában és Új-Zélandon, november 17-én pedig az Egyesült Államokban és az Egyesült Királyságban; december 1-jén jelent meg világszerte a Netflixen. A kritikusok dicsérték Campion rendezését, a film zenéjét és a szereplők alakítását.

## Cselekmény
1925, Montana. George és Phil Burbank tehetős farmtulajdonosok. Megismerkednek Rose Gordonnal, akit George később elvesz feleségül, ezért a nő beköltözik a farmra. A durva jellemű Phil nem igazán kedveli sem a nőt, se a fiát, a kamasz és Phil szemében pipogya Petert, aki a tanulmányi szünetek idején van a farmon, ezért agresszív megfélemlítéssel igyekszik kettejük életét megkeseríteni. Bár Rose rászokik az italra Phil viselkedése miatt, Peter idővel mégis amolyan „barátja” lesz, aki lassan rájön, hogy Phil mégsem csak az durva személyiség, mint amilyennek mutatja magát...

## Szereplők
| Szerep               | Színész                | Magyar hang     |
| -------------------- | ---------------------- | --------------- |
| Phil Burbank         | Benedict Cumberbatch   | Simon Kornél    |
| Rose Gordon          | Kirsten Dunst          | Vadász Bea      |
| George Burbank       | Jesse Plemons          | Elek Ferenc     |
| Peter Gordon         | Kodi Smit-McPhee       | Nagy Gereben    |
| Lola                 | Thomasin McKenzie      | Ruszkai Szonja  |
| Mrs. Lewis           | Genevieve Lemon        | Zsurzs Kati     |
| Edward kormányzó     | Keith Carradine        | Rosta Sándor    |
| Old Lady             | Frances Conroy         | Bessenyei Emma  |
| Old Gent             | Peter Carroll          | Barbinek Péter  |
| A kormányzó felesége | Alison Bruce           | Zsolnai Júlia   |
| Sven                 | Sean Keenan            | N/A             |
| Edward Nappo         | Adam Beach             | eredeti nyelven |
| Edward Nappo fia     | Maeson Stone Skuccedal | N/A             |
| Buster               | Alice Englert          | N/A             |

## Gyártás
2019 májusában bejelentették, hogy Jane Campion írja és rendezi a filmet, a főszerepeket pedig Benedict Cumberbatch és Elisabeth Moss kapta. Paul Dano szeptemberben kezdett tárgyalni a filmhez való csatlakozásról. A következő hónapban megerősítették, hogy ő lesz a főszereplő, Kirsten Dunst pedig Moss helyére kerül. Azonban novemberre Dano kiszállt a Batman című filmmel való ütközések miatt. Jesse Plemons-t választották a helyére. 2020 februárjában Thomasin McKenzie, Kodi Smit-McPhee, Frances Conroy, Keith Carradine, Peter Carroll és Adam Beach csatlakozott a filmhez.
A forgatás 2020. január 10-én kezdődött Új-Zélandon, a Közép-Otagóban található Maniototóban, valamint a tengerparti Otago városában, Dunedinben. A film forgatását a COVID-19 világjárvány miatt leállították, bár Cumberbatch, Dunst és Plemons állítólag Új-Zélandon maradtak az ország lezárása idején. Miután a szereplők és a stáb számára határmentességet adtak, a forgatás 2020. június 22-én folytatódott.

## Megjelenés
A kutya karmai közt világpremierje a 78. Velencei Nemzetközi Filmfesztiválon volt 2021. szeptember 2-án, majd ugyanebben a hónapban a 2021-es Torontói Nemzetközi Filmfesztiválon és a Telluride Filmfesztiválon is bemutatták. A filmet Charlottesville, London, Middleburg, Mill Valley, Montclair, New York (központi vetítés), San Diego, San Sebastian, Savannah és Zürich filmfesztiváljain mutatták be. A filmet novemberben az 52. Indiai Nemzetközi Filmfesztiválon is játszották.
A filmet 2021. november 17-én kezdték korlátozott számban bemutatni az Amerikai Egyesült Államokban és az Egyesült Királyságban, majd december 1-jén világszerte a Netflixen. A filmet korlátozott ideig a mozikban is bemutatták; Ausztráliában és Új-Zélandon november 11-én mutatták be, a filmet a Transmission Films forgalmazta mindkét országban, a Netflix megjelenését megelőzően.